# 標靶球場
標靶球場（Target Field）是位於美國明尼蘇達州明尼亞波里斯的一座棒球場，現為美國職棒大聯盟（MLB）明尼蘇達雙城隊的主場。該場館啟用於2010年，取代了原有的都會巨蛋（Metrodome）。標靶球場可容納39,021名觀眾。